# La Union, Novi Meksiko
La Union je popisom određeno mjesto u okrugu Doñi Ani u američkoj saveznoj državi Novom Meksiku. 
Prema popisu stanovništva SAD 2010., imao je 1 106 stanovnika.

## Zemljopis
Zemljopisni položaj je 31°57′2″N 106°39′42″W / 31.95056°N 106.66167°W (31,9507539;-106,6621430). Prema Uredu SAD-a za popis stanovništva, zauzima 10,73 km2 površine, sve suhozemne.

## Povijest
Postoji staro i novo naselje, La Union Vieja i La Union Nueva.
U La Unionu je osnovna škola.

## Promet
ZIP kod La Uniona je 88021, a poštanski ured je u Anthonyju, osnovan 5. veljače 1884. godine. Pod brojem 88021 priznati su Anthony i Chaparral, a preporučuje se izbjegavati ovaj broj za La Union.

## Stanovništvo
Prema podatcima popisa 2010. ovdje je bilo 1 106 stanovnika, 381 kućanstvo od čega 276 obiteljskih, a stanovništvo po rasi bili su 80,4% bijelci, 0,1% "crnci ili afroamerikanci", 1,3% "američki Indijanci i aljaskanski domorodci", 0% Azijci, 0% "domorodački Havajci i ostali tihooceanski otočani", 16,5% ostalih rasa, 1,8% dviju ili više rasa. Hispanoamerikanaca i Latinoamerikanaca svih rasa bilo je 89,9%.